# Вија Романа (Ла Специја)
Вија Романа је насеље у Италији у округу Ла Специја, региону Лигурија.
Према процени из 2011. у насељу је живело 318 становника. Насеље се налази на надморској висини од 28 м.